# Milady
Milady je angleški naziv za plemiško gospo.

## Iz literature
V Treh mušketirjih je milady oz. Charlotte Backson oz. Anne de Breuil oz. grofica de La Fère oz. milady de Winter, baronica Sheffield oz. milady Clarick, nasprotnica d'Artagnana.